# Lord del Parlamento

Corona nobiliare utilizzata negli stemmi dei lord del Parlamento.

Un lord del Parlamento (in scots: Laird o Pairlament) era il detentore del più basso titolo della paria di Scozia che aveva il diritto di prendere parte alle sessioni del Parlamento di Scozia prima dell'unione con il Regno d'Inghilterra. Dopo l'Act of Union del 1707 rimase il rango più basso della paria ponendosi al di sotto del titolo di visconte. Il titolo è noto come “signoria del Parlamento”.

## Dettagli
La paria di Scozia differisce da quelle d'Inghilterra e Irlanda in quanto il suo rango più basso non è quello di barone. In Scozia il termine "barone" si riferisce infatti al barone feudale, considerato un signore minore che non è un pari, similmente ai baroni di alcuni paesi continentali. L'equivalente scozzese del barone inglese è il lord del parlamento.
Un detentore maschio di tale signoria è designato come "lord del Parlamento" mentre non esiste una designazione simile per le detentrici donne. I lord del Parlamento sono indicati come "lord X" mentre le donne sono indicate come "lady X". Anche la moglie di un lord del Parlamento viene indicata come "lady X". I figli dei lord del Parlamento e le donne titolari di una signoria del Parlamento sono designati come "l'onorevole [nome] [cognome]". L'erede apparente al titolo è designato come "The Master of [titolo]". Laddove è consentita la successione da parte delle donne, un'erede presuntiva può essere designato come "The Mistress of [titolo]". Dopo la morte del genitore titolato, i suoi figli possono continuare a utilizzare il trattamento "l'onorevole".
La creazione di signorie del Parlamento cessò quando nel 1707 il Regno di Scozia e il Regno d'Inghilterra si unirono per formare il Regno di Gran Bretagna.
Dal 1707 al 1963 i pari scozzesi furono rappresentati nella Camera dei lord da pari rappresentativi. Nel 1963 tutti i pari scozzesi ottennero il diritto di sedere nella Camera alta. Tuttavia, ai sensi dell'House of Lords Act del 1999, i pari ereditari persero il diritto automatico di sedere nella Camera dei lord. La legge prevedeva esenzioni per il conte maresciallo, il lord gran ciambellano e altri novanta pari eletti. Nel 1999 furono eletti due lord del Parlamento: Hugh Mackay, XIV lord Reay, e lady Saltoun. Dopo la morte di lord Reay il 10 maggio 2013 solamente lady Saltoun rimase in Parlamento. Quest'ultima si dimise dalla Camera nel dicembre del 2014.
Non è stato previsto che i lord del Parlamento siano rappresentati in modo speciale nell'attuale Parlamento scozzese ma lo Scotland Act del 1998 prevede che una persona non possa essere esclusa dall'appartenenza al Parlamento semplicemente perché è un pari (sia esso del Regno Unito, della Gran Bretagna, d'Inghilterra, di Scozia o d'Irlanda).

## Altri usi
Il termine lord/lady del Parlamento può anche essere utilizzato per indicare qualsiasi membro della Camera dei lord. Un esempio ufficiale di spicco si trova in uno standing order della Camera: "I vescovi per il quale è stato emesso un writ of summons non sono pari ma sono lord del Parlamento".